# ملادن واسیلف
ملادن واسیلف (بلغاری: Младен Aлeкcaндpoв Василев؛ زادهٔ ۲۹ ژوئیهٔ ۱۹۴۷) بازیکن فوتبال اهل بلغارستان بود.
وی همچنین در تیم ملی فوتبال بلغارستان بازی کرده‌است.